# Schwanewede
Schwanewede é um município da Alemanha localizado no distrito de Osterholz, estado de Baixa Saxônia.